# Шотландсько-норвезька війна
Шотландсько-норвезька війна — військовий конфлікт між Шотландією і Норвезьким королівством в 1262–1266 роках. Конфлікт виник через розбіжності з приводу контролю на Гебридських островах та інших спірних територіях поблизу Шотландії. Протягом війни відбулися лише невеликі сутички між військами та суперечності між правителями. Найбільший бій у цій маленькій війні — Битва при Ларгсі.

## Передумови війни
Починаючи з 1240-х років право Норвегії на Гебридські острови намагався оскаржити шотландський король Александр II, який пропонував Гокону IV, королю Норвегії, продати для Шотландії острови. Протягом десятиліття переговори не приносили результатів і взагалі обірвалися зі смертю Александра II. До влади в Шотландії після цього в 1262 році прийшов його син Александр III, який отримавши підтримку більшості членів клану. Він надіслав Гокону IV ультиматум, заявивши, що якщо Гокон не продасть Гербидські острови, то Шотландія забере їх силою.

## Війна (1262—1263)
Гокон зреагував на цей запит, зібравши флот з понад 120 кораблів і армію з близько 12 тис. воїнів, відплив до Гебридських островів в липні 1263 року, щоб захистити їхню західну частину. Гокон зупинилися на острові Арран, де і почалися переговори. Александр III намагався продовжувати переговори до сезону осінніх штормів, але Гокон зрозумів його наміри і вирішив піти на атаку раніше. Проте норвезьке військо попало в сильну бурю, багато кораблів було пошкодженно, в результаті чого вони мусили відступити. Гокон відступив на короткий час для того, щоб відновити свої кораблі і знову напав. Проте вони отримали поразку в битві при Ларгсі в жовтні 1263 року. Норвежці були атаковані шотландськими лучниками і іншими силами Александра, як тільки вони висадилися на пляжах. Через постійний натиск шотландців і бурю силам Гокона було важко отримати підкріплення на лінії фронту. В кінці дня норвежці відступили, а Гокон попросив тимчасове перемир'я для збору мертвих — Александр погодився. Наступного дня Гокон відплив назад на Оркнейські острови, де через хворобу помер у грудні 1263. Наступник Гокона вирішив поступитися островом Мен і Гебридами Александру III в 1266 році, в Пертському договорі.

## Результат
Хоча Александр III захопив Гебриди повністю ще в 1264 році, формально до Шотландії острови перейшли після підписання Пертського договору, за яким Шотландія купила острови у Норвегії за 4000 марок і 100 марок в рік протягом декількох років.

## Вплив
Попри напруженість у відносинах між норвежцями та шотландцями, на островах залишається їх змішана культура. Обидві відзначаються великим фестивалем в Ларгсі, де відбувся найбільш відомих бій.